# Formangueires
Formangueires är en ort i kommunen La Sonnaz i kantonen Fribourg, Schweiz. Formangueires var tidigare en egen kommun, men den 1 januari 1982 slogs den samman med Lossy till kommunen Lossy-Formangueires, som i sin tur blev en del av kommunen La Sonnaz den 1 januari 2004.